# Verrallina leilae
Verrallina leilae är en tvåvingeart som beskrevs av King och Harry Hoogstraal 1947. Verrallina leilae ingår i släktet Verrallina och familjen stickmyggor. Inga underarter finns listade i Catalogue of Life.